# Aftonstjärnan (teater)
Aftonstjärnan är en biograf och teater i Lindholmen på Hisingen i Göteborg. Huset är byggnadsminne  enligt Kulturmiljölagen sedan 20 mars 1995.
Fastighetsbeteckningen är Lindholmen 735:345.

## Historia
Före dagens hus byggde den fristående nykterhetsklubben Aftonstjärnan en samlingslokal i ett plan på platsen 1892. Detta hus brann ner i juni 1902.
Det nuvarande huset invigdes den 1 mars 1903 och fungerade som ett "Folkets hus". 1915 började man hyra ut A-salen för filmvisning, vilket i dag gör byggnaden till det äldsta hus i Göteborg som man fortfarande visar film i.
Under 1940-talet tröttnade föreningens grundare, och huset såldes till en privatperson som startade ett karamellkokeri i lokalerna. Från 1954 användes huset som lagerlokal och under mitten av 1980-talev var det i stort sett rivningsfärdigt. Tillsammans med det kommunala Bostadsbolaget rustades det upp av den nybildade föreningen tillbaka till ursprungligt utseende. Invigningsfilmen 1994 var Cinema Paradiso. 
Under 2000-talet handikappanpassades lokalerna. 
Kent Andersson använde åren 1996–2004 Aftonstjärnan som teaterscen för sina årliga nyskrivna revyer.